# Bishop (Kalifornia)
Bishop – miasto w Stanach Zjednoczonych, w stanie Kalifornia, w hrabstwie Inyo.